# Steinbruch am Ebersberg

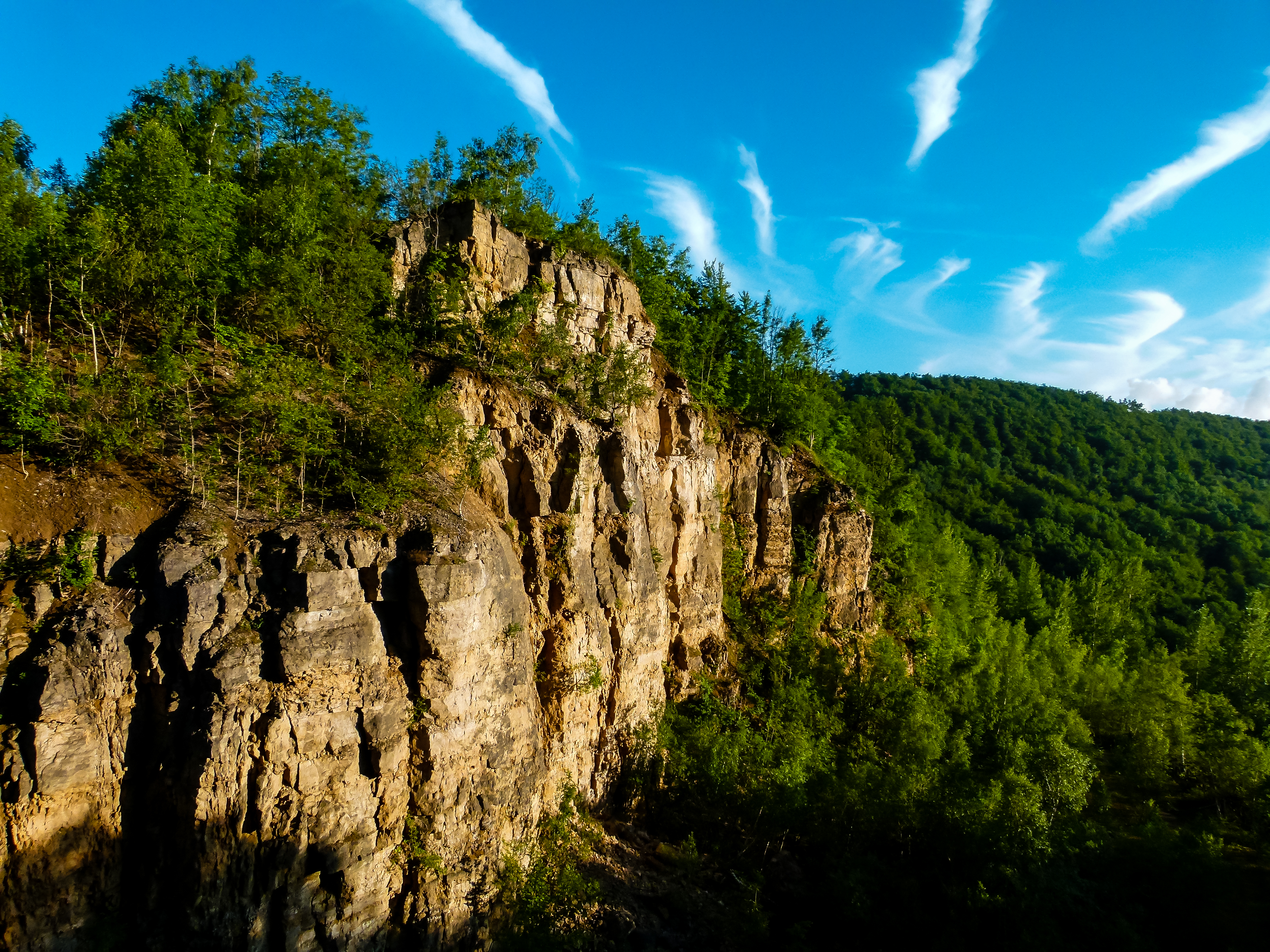
Senkrecht abfallende Klippe im Kalksteinbruch am Ebersberg

Der Steinbruch am Ebersberg im Deister, oberhalb der Stadt Springe, Region Hannover, ist ein Anfang des 20. Jahrhunderts am Ebersberg angelegter und teilweise mehr als 50 Meter tiefer Kalksteinbruch.

## Geschichte
Der Springer Steinbruch entstand etwa zeitgleich mit einem im Jahr 1900 in der Nähe des Bahnhofs von Springe gegründeten Kalkwerk. Das Werk unterhielt drei große Ringöfen und wurde 1905 mit einer 1,5 km langen Luftseilbahn mit dem Ebersberg verbunden.
Der Abbruch des massiven Gesteins erfolgte teilweise durch Sprengungen. 1907 verunglückte der in etwa 60 Meter Abstand ungeschützt stehende „Brucharbeiter Ahrend“ durch einen nur 37 Gramm schweren Steinsplitter nach einem sogenannten „Sprengschuss“.
Ein besonderes Bauwerk im Steinbruch war die kurz nach Beginn der Weltwirtschaftskrise von Maurermeister Heinrich Borcherding senior und seinen Mitarbeitern Anfang der 1930er Jahre errichtete Brücke im Steinbruch, über deren Wegführung der etwa zeitgleich angelegte Hangsweg gequert werden konnte.
In der Nachkriegszeit fertigte der Fotojournalist Gerhard Dierßen um 1948 eine detailreiche Aufnahme mit einem Blick auf die technischen Einrichtungen im Steinbruch. Darauf ist im Hintergrund die Brücke mit dem zwei Ebenen darunter verlaufenden Tunnel zu erkennen, der als Durchfahrt in der mittleren Sohle für die Lorenbahnen diente, die mittels einer Handstell-Weiche auf die abzweigenden Gleise geleitet werden konnten. Im „neuen Steinbruch“ auf der oberen Sohle hielt der Fotograf außerdem aneinandergereihte Loren am Bremsberg und ein kleines Bremserhäuschen fest sowie das sogenannte „Kompressorhaus“.
1957 wurde das Kalkwerk nahe dem Springer Bahnhof im Zuge von Rationalisierungen und den zunehmenden Unternehmenskonzentrationen stillgelegt.

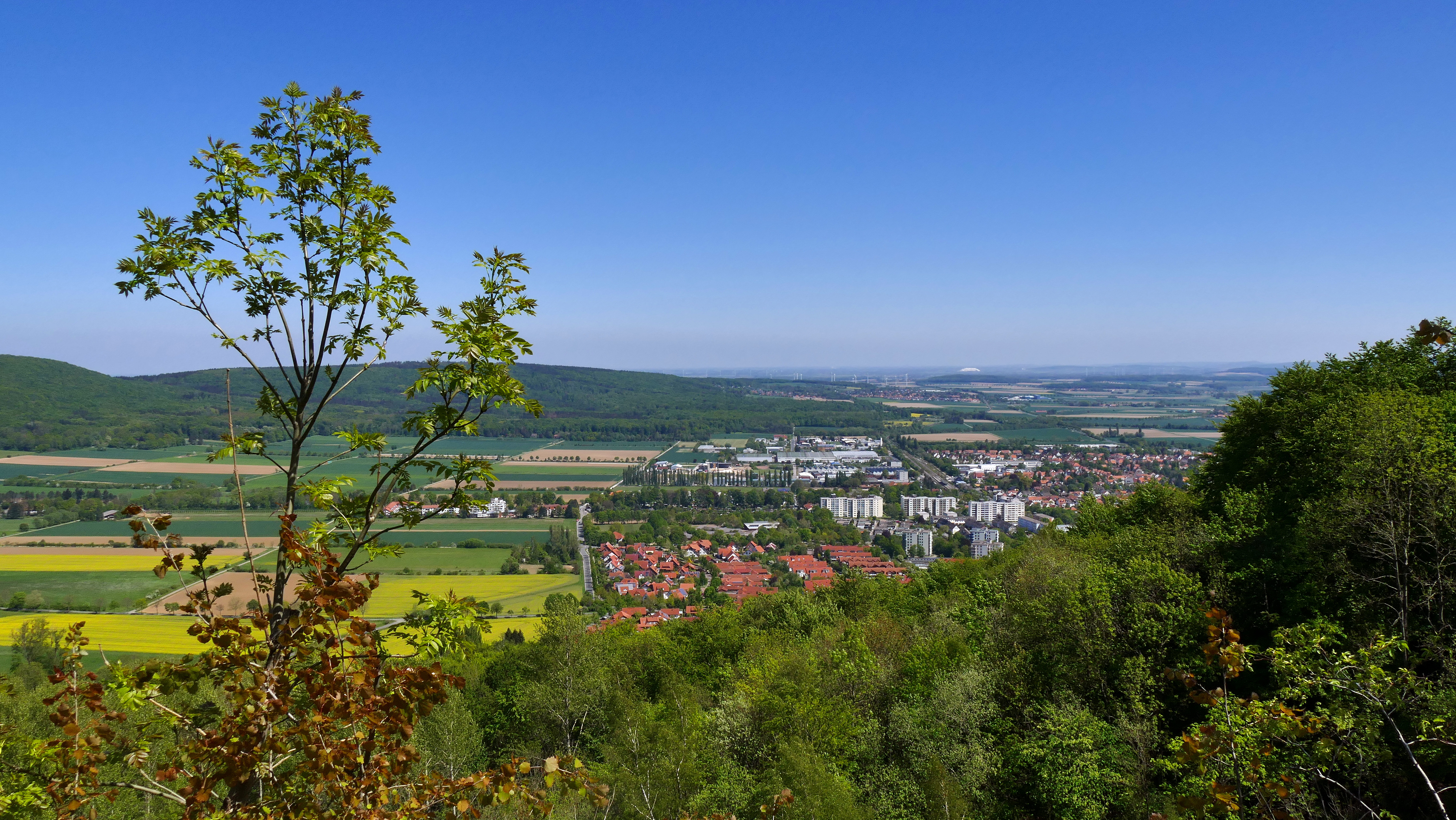
Ausblick vom Steinbruch über jüngere Gebiete der Stadt Springe
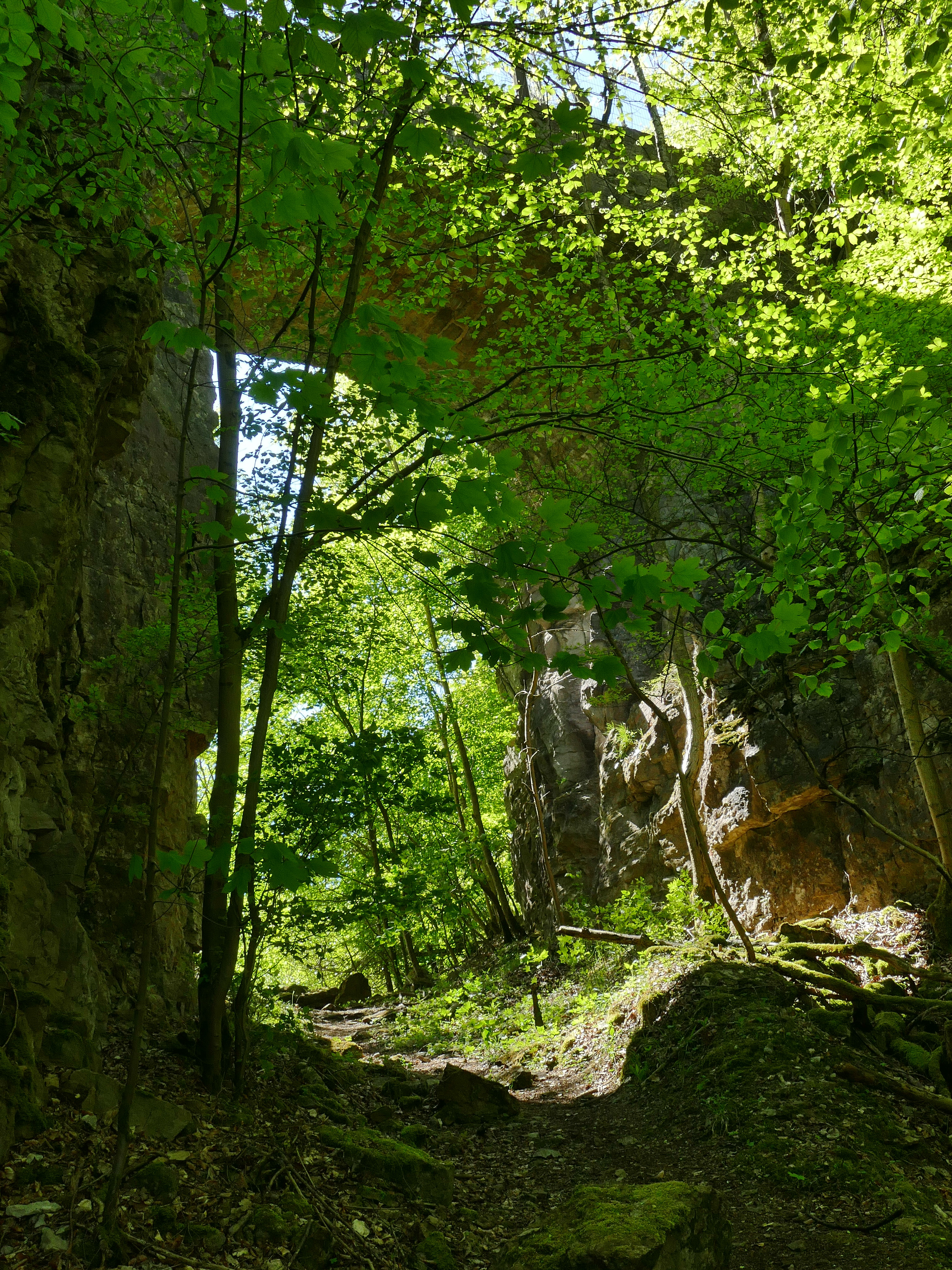
Blick von der mittleren Sohle hoch zur Brücke im Steinbruch
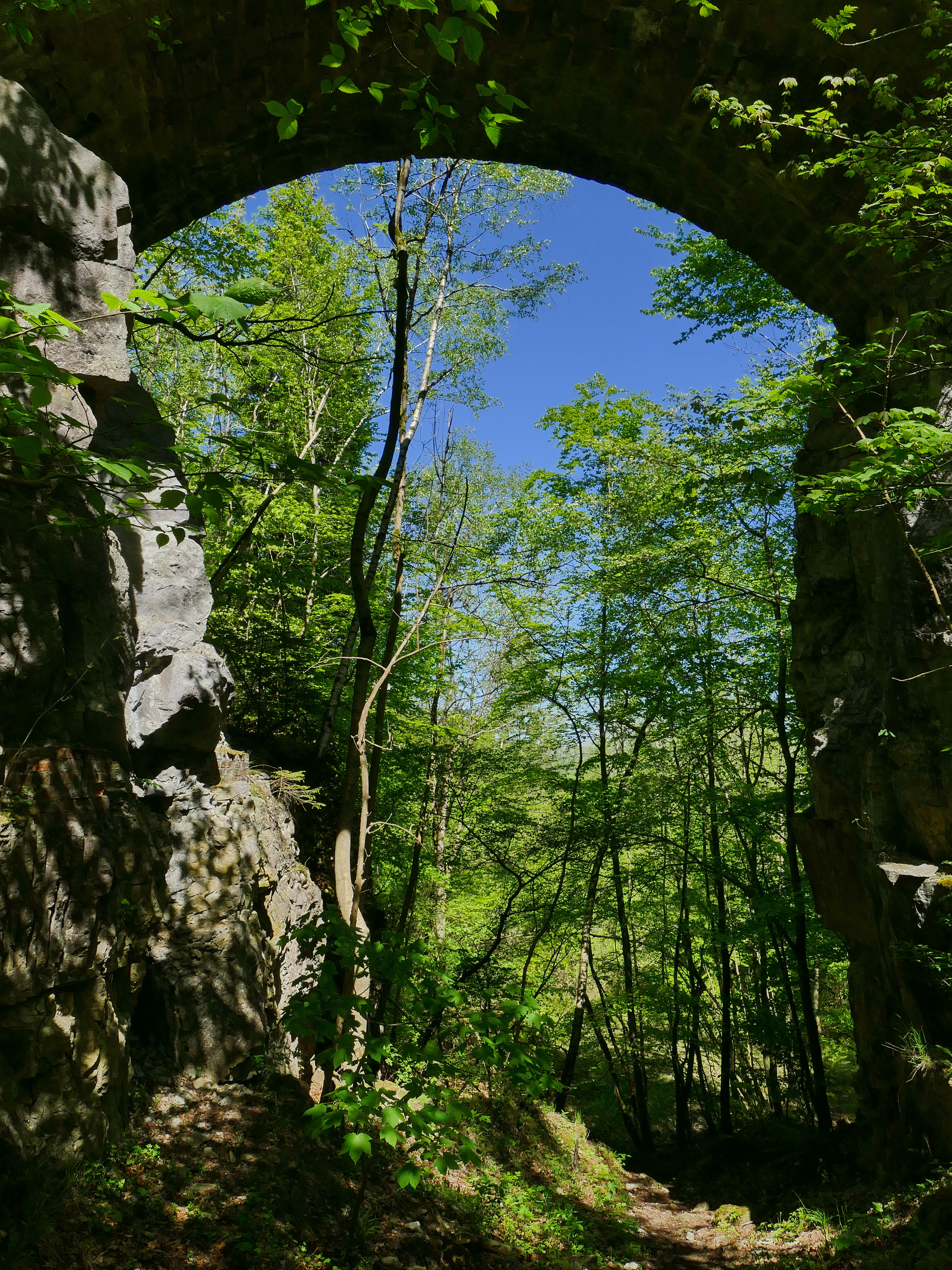
Birken in einer ehemaligen Durchfahrt für die Lorenbahnen
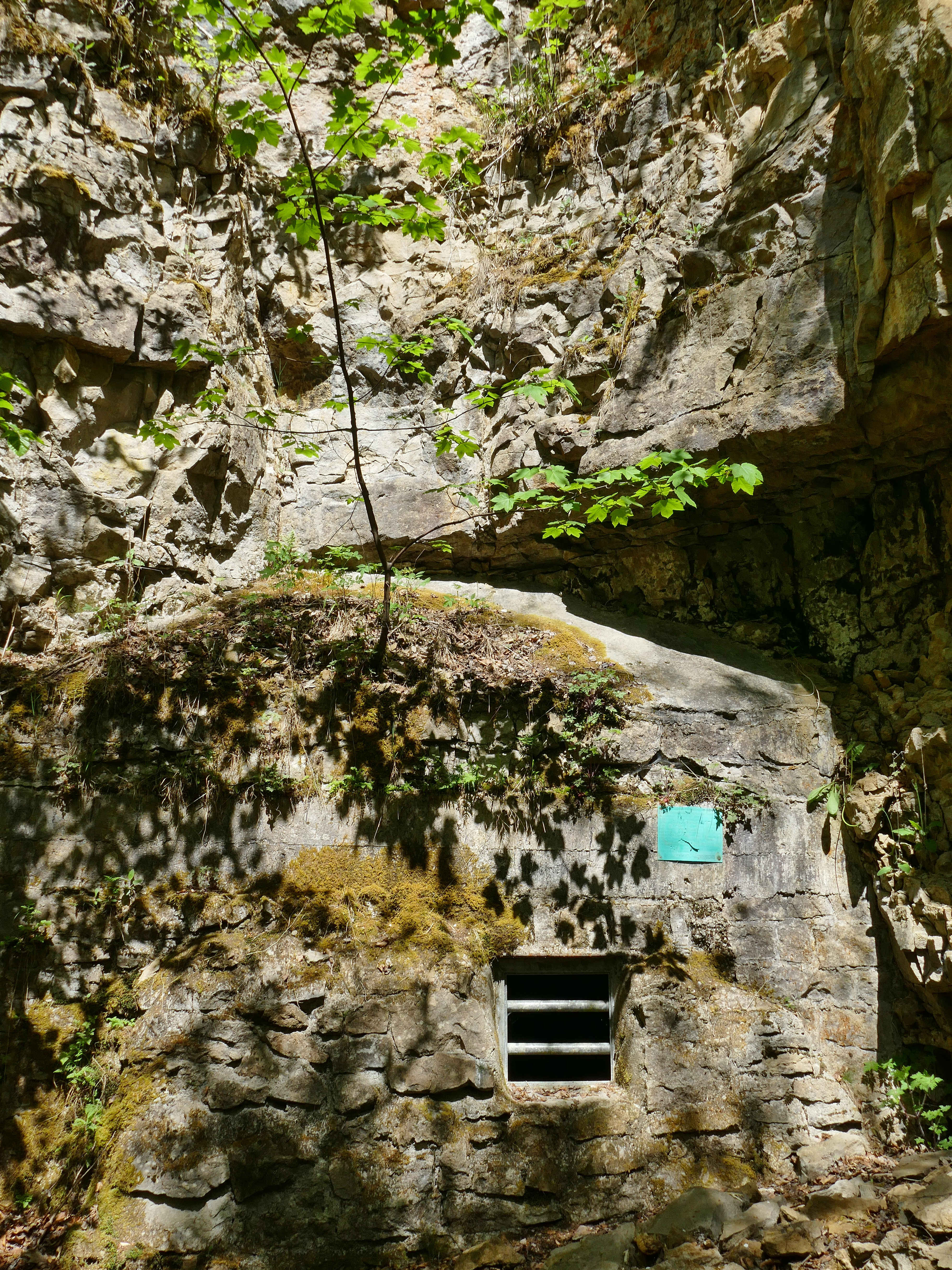
Ein aus Natursteinen errichtetes Wirtschaftsbauwerk wurde zum Schutz der vom Aussterben bedrohten Fledermäuse mit einem Gitter geschlossen
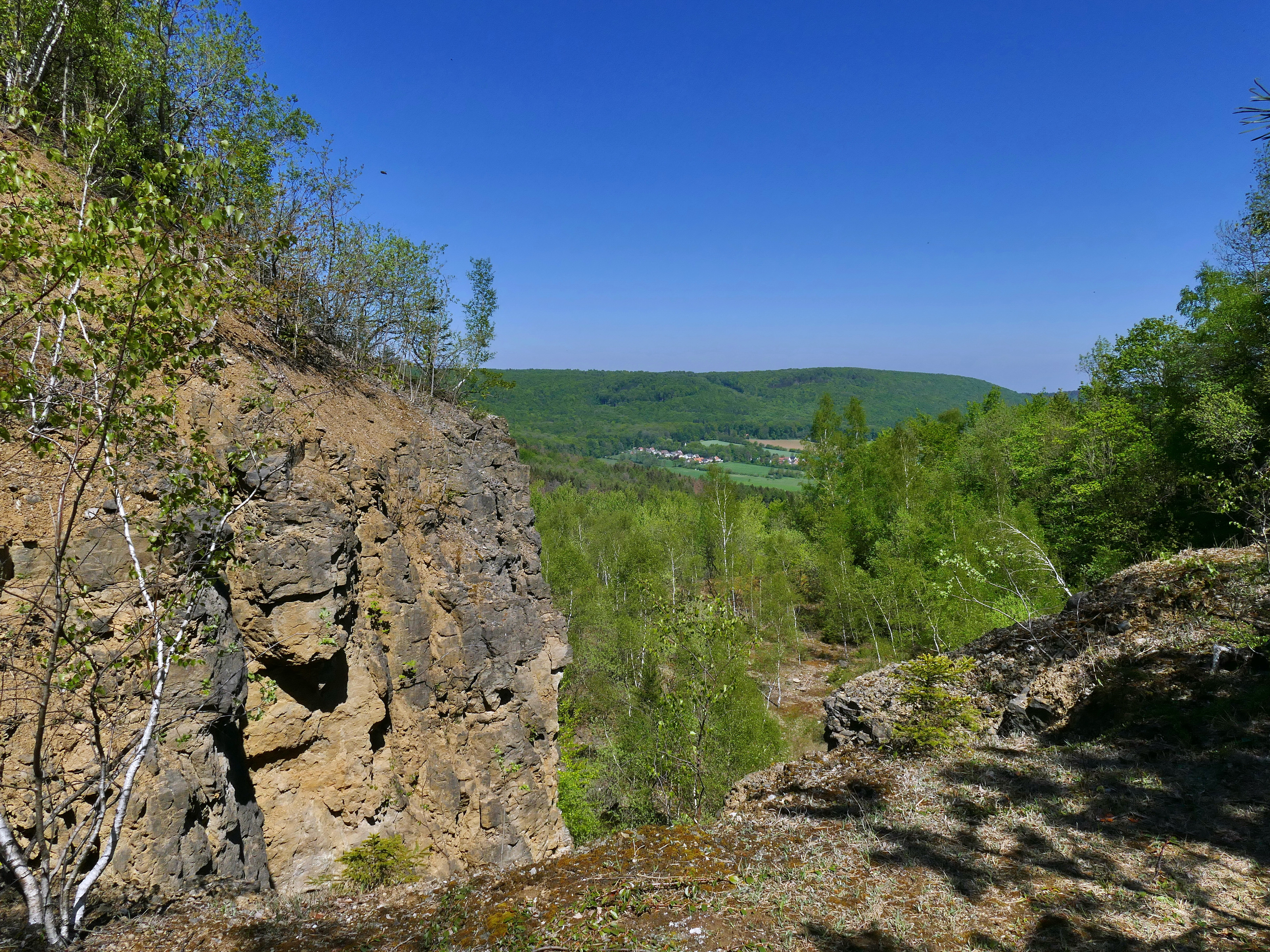
Ausblick vom steil abfallenden Durchbruch auf ein entfernt liegendes Wohngebiet